# Digerbergstjärnen, Härjedalen
Digerbergstjärnen är en sjö i Bergs kommun i Härjedalen och ingår i Ljungans huvudavrinningsområde.